# Manoir du Poull
Le manoir du Poull est un édifice situé à Mellionnec, en France.

## Localisation
Le manoir est situé sur le territoire de la commune de Mellionnec, au lieu-dit Le Poull, dans le département des Côtes-d'Armor, en région Bretagne.

## Historique
L'ancien manoir n'est pas attesté dans les réformations avant 1536, date à laquelle il appartenait à Louis Le Mur. En 1613 aux Raoul, puis en 1750 aux Robien. Le logis actuel est reconstruit en 1880 pour Yves Le Guen, avec réemploi d'une fenêtre en accolade datée 1613 et d'un oculus (sur le pignon nord).Le plan cadastral de 1835 montre un plan différent se développant autour d'une cour carrée : le logis a partiellement disparu et été allongé vers le nord, les dépendances au nord-ouest ont disparu, celles de sud ont été prolongées vers l'ouest. Cependant, il subsiste beaucoup d'éléments du XVIIe siècle : au rez-de-chaussée du logis 1880, dans le salon est conservé sur le pignon mitoyen avec l'ancien logis une cheminée à piédroits cannelés à chapiteaux à denticules. Dans la partie médiane, peut-être remontée au XIXe siècle, réemploi d'une cheminée à colonnettes du XVIe siècle ; sur cette façade, réemploi d'une moulure avec couronne et lions (ancien blason?), de dates F: 1613; et R. 1703 . À la suite, façade remontée au XVIIIe siècle avec granite gris local, contenant au pignon est une cheminée du XVIe siècle à consoles galbées, piédroits et arc de décharge mouluré. La pièce est couverte d'un plafond à poutres chanfreinées sur solives. L'élément le plus spectaculaire du manoir est la vasque à décor d'oves du XVIe siècle qui orne la cour avec un puits du XVIIe siècle. L'enclos limité par des piliers d'entrée porte une date en emploi, 1755. À l'ouest du manoir, un oratoire du XIXe siècle bâti près d'une source miraculeuse, couverte d'une pierre monolithe circulaire a remplacé l'ancienne chapelle domestique. À proximité, bassin à usage de lavoir, un second lavoir plus proche du manoir étant destiné aux habitants du manoir.
Le manoir est inscrit à l'inventaire général du patrimoine culturel.